# Celosia debilis
Celosia debilis är en amarantväxtart som beskrevs av Spencer Le Marchant Moore. Celosia debilis ingår i släktet celosior, och familjen amarantväxter. Inga underarter finns listade i Catalogue of Life.